# Carlo Caneva

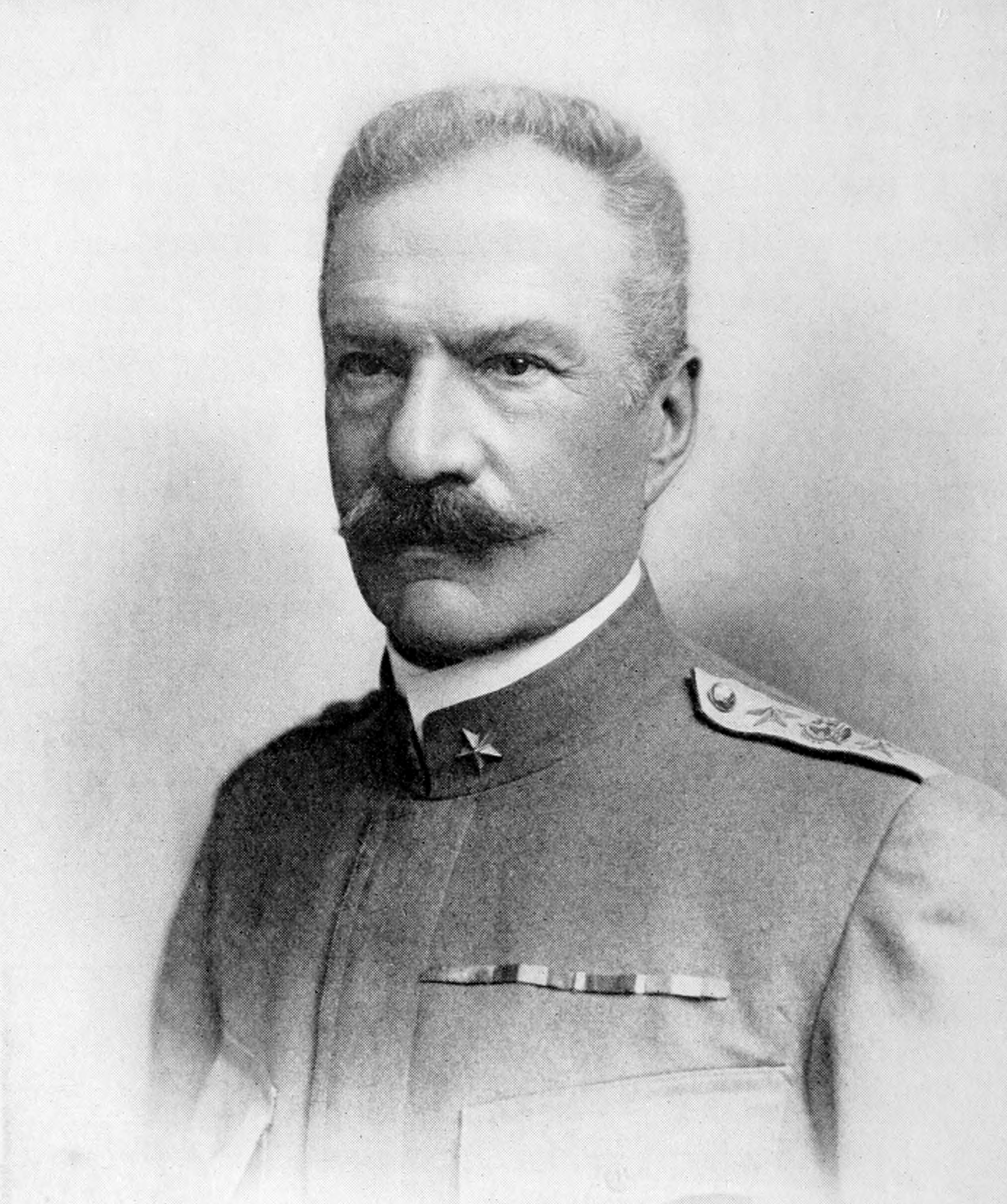
Carlo Caneva

Carlo Francesco Giovanni Battista Federico Caneva (geboren 22. April 1845 in Udine; gestorben 25. September 1922 in Rom) war ein italienischer General und Senator. Während des Italienisch-Türkischen Krieges war er Oberbefehlshaber der italienischen Truppen in Libyen.

## Werdegang
Carlo Caneva wuchs im österreichischen Udine auf. Er besuchte die Theresianische Militärakademie in Wiener Neustadt und anschließend die Artillerie-Akademie in Mährisch Weißkirchen. Als Leutnant der Artillerie im k.k. 7. Artillerie-Regiment nahm er 1866 am Deutschen Krieg teil und kämpfte in der Schlacht bei Königgrätz.
Nach dem Anschluss Venetiens an das Königreich Italien im Oktober 1866, verließ er die k.k. Armee und trat im Januar 1867 als Sottotenente der Artillerie in die königlich-italienische Armee ein. In neuer Uniform besuchte er die italienische Artillerieschule und die Kriegsschule und wurde Stabsoffizier. 1891, mittlerweile zum Oberst befördert, übernahm er das Kommando über das 41. Infanterie-Regiment. 1895 wurde er Chef des Stabes beim VI. Armeekorps. Zwischen 1896 und 1898 nahm er in Reihen der italienischen Kolonialtruppen an der Niederwerfung des Mahdi-Aufstands in Eritrea teil.
1898 wurde er zum Maggior Generale befördert und ihm das Kommando über die Infanterie-Brigade „Re“ anvertraut, die er vier Jahre lang führte. Zum Tenente generale befördert, befehligte er zwischen 1902 und 1910 verschiedene territoriale Militärdivisionen und Armeekorps. Im Herbst 1911 wurde ihm das Kommando über das italienische Expeditionskorps anvertraut, das nach dem Willen der Regierung Giolitti für die Eroberung Tripolitaniens und der Cyrenaika bestimmt war. Der 66-jährigen Caneva erhielt dabei den Vorzug vor Luigi Cadorna, da Letzterem der politische Rückhalt in der Regierung fehlte.
Nach Rochat trug Caneva keine Schuld an der militärischen und politischen Fehleinschätzung der Lage in Libyen. Die italienische Regierung und der italienische Generalstab unter seinem Chef Alberto Pollio waren davon ausgegangen, dass die etwa 5000 Mann starken türkischen Truppen in Libyen relativ schnell niedergerungen seien, da ihnen der Rückhalt unter der Bevölkerung fehle. Dies schien sich am Beginn des Feldzugs auch zu bestätigen, als die von Caneva angeführten italienischen Truppen, ohne auf größere Schwierigkeiten zu stoßen, unter anderem die Küstenstädte Tripolis, Tobruk, Derna, Bengasi und Homs einnehmen konnten. Als jedoch die Truppen Ende Oktober 1911 in das Landesinnere vorrückten, trafen sie auf den erbitterten Widerstand der Bevölkerung. Nach den verheerenden Schlachten von Sciara Sciat am 23. und Bu Meliana am 26. Oktober 1911, bei denen die türkischen Truppen von Einheimischen unterstützt wurden, sah sich Caneva gezwungen Veränderungen vorzunehmen und Verstärkungen anzufordern. Bis Ende des Jahres stieg die Anzahl der italienischen Soldaten in Libyen von Anfangs 34.500 auf über 100.000 Mann an. Infolge der Niederlage von Sciara Sciat, bei der etwa 400 italienische Soldaten fielen und die Erinnerungen an die verheerende Schlacht von Adua wach riefen, ließ Caneva das Kriegsrecht ausrufen. In den darauf folgenden Tagen wurde wahllos auf bewaffnete Araber Jagd gemacht. Ein Teil von ihnen wurde erschossen, andere wurden deportiert. In der italienischen Presse wurde Carlo Caneva für sein Vorgehen in einer der wenigen kritischen Stimmen als „Dschingis Khan“ der italienischen Eroberung bezeichnet.
Der unerwartete Widerstand der arabischen Bevölkerung führte dazu, dass Caneva zunächst sich auf die Kontrolle der bereits besetzten Teile Libyens konzentrierte und beispielsweise die eroberten Städte festungsartig ausbauen ließ. Er wich von seinem vorsichtigen Vorgehen auch dann nicht ab, nachdem Giolitti und sein Außenminister Paternò-Castello ihn dazu aufgefordert hatten, mehr Initiative zu zeigen. Unterstützt wurde er in seiner zurückhaltenden Taktik auch vom Chef des Generalstabs Pollio und vom Kriegsminister Spingardi. Erst im Frühjahr 1912 gingen die italienischen Truppen wieder in größerem Maße offensiv vor. Bis Ende August konnte der gesamte Küstenbereich in Tripolitanien besetzt werden. Die territorialen Erfolge in der Cyrenaika beschränkten sich dagegen auf die größeren Orte und ihr unmittelbares Umland. Im Landesinneren hatten die Italiener immer noch keine Fortschritte gemacht. Um die Türken zum Rückzug aus Libyen zu zwingen, wurde der Krieg deshalb auf die Ägäis ausgeweitet. Nachdem Caneva Ende August nach Rom zurückbeordert worden war, wurde er am 2. September 1912 seines Postens als Oberbefehlshaber der italienischen Truppen in Libyen enthoben. Um seine Absetzung zu versüßen, wurde er kurz danach zum Generale d’Armata befördert und im März 1912 zum Senator ernannt.
Im Mai 1914 wurde Caneva aus Altersgründen aus dem aktiven Dienst entlassen. Während des Ersten Weltkrieges wurde er nicht mehr in den Dienst zurückgerufen. Nach der Niederlage von Caporetto im Oktober 1917, die fast zum gesamten Zusammenbruch der italienischen Front führte, ernannte ihn Ministerpräsident Orlando im Januar 1918 zum Präsidenten einer parlamentarischen Untersuchungskommission. Letztere sollte Licht auf die Ursachen und die Verantwortlichen werfen, die zum militärischen Debakel beigetragen hatten. Nach Rochat deckte Caneva die von Orlando geforderte Verschleierung der Niederlage, insbesondere was die Rolle Pietro Badoglios betraf. Die Kommission, der neben Caneva noch weitere sechs Personen angehörten, beschränkte dagegen die Verantwortung für „Caporetto“ auf einige wenige hochrangige Militärs, wie dem Generalstabschef Cadorna. Jegliche Verantwortung der Politik wurde dabei außen vor gelassen, ebenso wie die militärische Gesamtführung des Krieges von der Kommission nicht in Frage gestellt wurde.
1920 wurde er von Kriegsminister Bonomi in den parlamentarischen Ausschuss berufen, der sich mit der Neuordnung der italienischen Streitkräfte nach dem Ende des Ersten Weltkrieges befassen sollte.